# Vendéspace
Le Vendéspace est un complexe sportif et culturel départemental de 21 000 m² situé à Mouilleron-le-Captif, au nord de la communauté d'agglomération de La Roche-sur-Yon, chef-lieu et principale agglomération du département de la Vendée. Sur 5 000 m2 de surfaces praticables, il inclut trois salles modulables destinées à accueillir des événements sportifs et culturels et bénéficie d’un système acoustique active[Quoi ?]. 
La construction de l'ouvrage a été confiée à l'architecte Paul Chemetov. Il a coûté 60 millions d'euros environ et est la propriété du Conseil départemental de la Vendée.
Le Vendéspace est implanté au sein du parc paysager de Beaupuy, à l’est du territoire de la commune de Mouilleron-le-Captif, près de la RD 937 (ancienne route nationale 137bis). Il est achevé en septembre 2012 et est inauguré le 14 septembre 2012 en présence du basketteur Tony Parker. 
Autour du complexe, se trouve la zone d’activités Beaupuy, comprenant des hôtels du groupe Accor (Ibis, Ibis budget ou Hôtel F1), des entreprises vendéennes comme la société Cougnaud Construction, leader de la construction modulaire et le premier pôle de négoce automobile vendéen avec la présence de plusieurs distributeurs automobiles avec les groupes Rouyer Automobiles (Jeep, Audi) et Guénant (BMW, Citroën, Maserati).

## Évènements
- Championnat de France de Judo par équipes.
- Internationaux de tennis de Vendée.
- Futsal
- EuroAsie Tennis de table
- Championnat d'Europe de basket-ball féminin 2013[4].
- Match des champions 2013 et depuis 2016 (basket-ball).
- Championnat de France de tennis de table 2014.
- Qualifications du Championnat d'Europe de handball féminin 2014 (Équipe de France).
- Coupe Davis 2014 : Huitièmes de finale France - Australie.
- Championnat du monde A de rink hockey masculin 2015[5].
- Championnats d'Europe de badminton 2016.
- Coupe d'Europe de twirling bâton.
- Fed Cup 2018 : Quart de finale France - Belgique.